# Famiglia di Rochester
La famiglia di Rochester è stata una delle "famiglie" mafiose della Cosa nostra statunitense, con sede a Rochester, nello stato di New York.
Inizialmente era una "decina" della famiglia di Buffalo, guidata da Castrenze Valenti, detto "Stan". Nel 1957 dopo la riunione di Appalachin, Stan Valenti e suo fratello Frank furono arrestati e condannati per oltraggio alla corte e nel 1958 il boss reggente divenne Jake Russo.

## Scissione da Buffalo
Nel 1964 durante la guerra civile di Buffalo, Frank Valenti formò coi fratelli la fazione di Rochester. Valenti approfittando del rapporto col suocero Anthony Ripepi, capo mandamento di Pittsburgh, riuscì a formare l'indipendente Famiglia di Rochester. Tuttavia il capo mandamento riconosciuto da Buffalo della Banda di Rochester era Jake Russo dunque Valenti lo fece uccidere e il suo corpo non venne più ritrovato. In seguito Valenti eliminò anche il vice di Russo, Billy Lupo e si instaurò come unico boss di Rochester.
Valenti disse al boss Stefano Magaddino che Rochester ora era indipendente e divenne una famiglia della Commissione. Prima infatti era solo una banda che rispondeva alla mafia di Buffalo.

## Regime Valenti
Valenti ha creato una famiglia ben organizzata attraverso la promozione di Samuel Russotti a vice boss, di Rene Piccaretto a consigliere e di Salvatore Gingello, Domenico Celestino, Thomas Didio, Angelo Vaccaro e Domenico Chirico a capi mandamento. L'alleato più fidato di Valenti era il capo mandamento Chirico a cui diede compiti speciali. Inoltre Valenti differenziò le attività della famiglia tra: gioco d'azzardo, estorsione, usura, incendio doloso, frode assicurative, traffico di stupefacenti e di armi.
Nel 1972 Valenti venne avvicinato dal suo vice boss Samuel "Rosso" Russotti, dal consigliere Rene Piccarreto e dal potente capo mandamento Salvatore "Sammy G" Gingello. I tre accusarono Valenti di tenere una parte dei profitti per se e gli chiesero di dimettersi: Valenti rifiutò. Valenti sostenne di avere dalla sua parte la Banda Chirico comandata dall'amico Domenico, e la Famiglia di Pittsburgh. A sua insaputa il suo consigliere, Rene Piccaretto, aveva stretto un accordo con alcuni membri di spicco della Famiglia Bonanno di New York per rovesciare Valenti e far salire al potere Russotto. Così il grande amico di Valenti, Domenic Chirico, venne assassinato sulla Augustine Street. Invece di combattere fu concesso a Valenti di abbandonare la città, cosa che fece, e si ritirò.

## Era Russotti
Dopo che Valenti fuggì dalla città, il boss divenne Russotti, il consigliere rimase Rene Piccaretto e il vice boss divenne Sammy G Gingello. Per la famiglia andò bene fino al gennaio del 1977 quando la polizia riuscì a fabbricare le prove per arrestare tutta l'amministrazione centrale. Russotti, Piccorretto, Gingello e i capi mandamento Thomas Marotta e Eugene De Francesco vennero arrestati per aver assassinato Vincent Massaro e condannati a 25 anni di prigione ciascuno. In questo periodo il capo temporaneo divenne Thomas Didio.
Russotti credeva di poter facilmente manipolare Didio dal carcere ma invece si rese conto di aver creato un mostro. Didio retrocesse di un grado tutti i sostenitori di Russotti dato che lui era un sostenitore di Valenti. Tutto ciò scatenò una guerra interna tra due gruppi chiamati "La Squadra" e "B Team".
La Squadra era formata da: Russotti, Piccaretto, Gingello, Richard Marino, Thomas Marotta e altri.
Il B Team era formato da: Thomas Didio, Stan Valenti, Rosario Chirico( fratello di Domenic), Angelo Vaccaro e altri.
Il 23 aprile 1978 Salvatore "Sammy G" Gingello venne assassinato con un'autobomba. In risposta il 6 luglio 1978 Thomas Didio venne assassinato da un killer armato con un fucile d'assalto. Per mettere fine agli omicidi intervenne l'FBI che con la legge RICO arrestò l'attuale capo temporaneo, Angelo Amico, e il suo vice boss, Loren Piccaretto, (figlio di Rene Piccaretto).

## Stato attuale
Dopo l'arresto di Amico e Piccaretto non ci sono stati più segnali di vita della Famiglia e non si sa se sia ancora attiva o meno.